# Sozialdemokratische Partei (Niger)
Die Sozialdemokratische Partei (französisch: Parti Social-Démocrate, Kürzel: PSD-Bassira) ist eine politische Partei in Niger.

## Geschichte
Die Gründung der Sozialdemokratischen Partei wurde 2015 von Mohamed Ben Omar initiiert, einem Gründungsmitglied der Partei Bündnis für Demokratie und Fortschritt (RDP-Jama’a). Ben Omar hatte zuvor erfolglos angestrebt, die Nachfolge von Hamid Algabid als Parteivorsitzender des RDP-Jama’a anzutreten.
Den Parteivorsitz der Sozialdemokratischen Partei übernahm Mohamed Ben Omar, Generalsekretär wurde Ibrahim Kasso. Der Gründungskongress der Partei fand am 5. Dezember 2015 in Zinder statt. Bei den Parlamentswahlen von 2016 gewann sie zwei von 171 Sitzen in der Nationalversammlung. Bei den Präsidentschaftswahlen von 2016 unterstützte die Sozialdemokratische Partei den Amtsinhaber Mahamadou Issoufou von der Nigrischen Partei für Demokratie und Sozialismus (PNDS-Tarayya).
Der Gründungsparteivorsitzende Ben Omar starb am 3. Mai 2020 an den Folgen einer COVID-19-Erkrankung. Bei einem außerordentlichen Parteikongress in Maradi wurde am 15. August 2020 Sanoussi Mareini zu seinem Nachfolger gewählt. Aus den Parlamentswahlen von 2020 ging die Sozialdemokratische Partei mit einem von 171 Sitzen in der Nationalversammlung hervor.